# Ålands distrikt
Ålands distrikt är ett distrikt i Uppsala kommun och Uppsala län. 
Distriktet ligger i västra delen av kommunen. 

## Tidigare administrativ tillhörighet
Distriktet inrättades 2016 och utgörs av socknen Åland i Uppsala kommun.
Området motsvarar den omfattning Ålands församling hade vid årsskiftet 1999/2000.